# Vianen
Vianen es una ciudad y un municipio de la provincia de Utrecht en los Países Bajos. Cuenta con una superficie de 42,39 km², de los que 2,94 km² corresponden a la superficie ocupada por el agua. El 1 de enero de 2014 tenía una población de 19.596 habitantes y una densidad de 496 h/km².
Hasta el 1 de enero de 2002 perteneció a la provincia de Holanda Meridional y en la actualidad es el único municipio de Utrecht al sur del río Lek. Además de Vianen forman el municipio Everdingen, Hagestein y Zijdervel, y las aldeas de Helsdingen y Tienhoven. Dos autopistas lo atraviesan: la A2 y la A27.

## Galería de imágenes

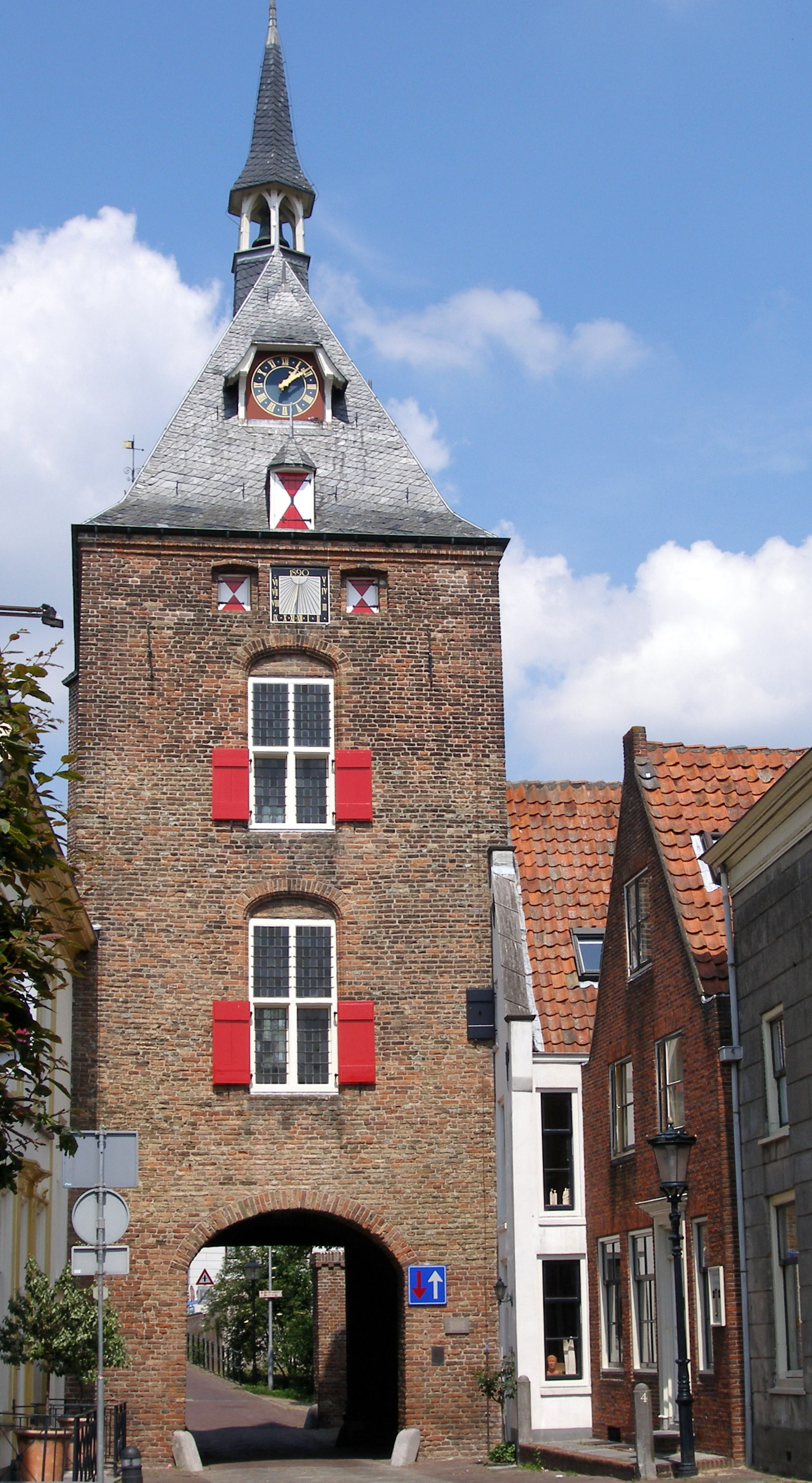
Lekpoort, siglo XV
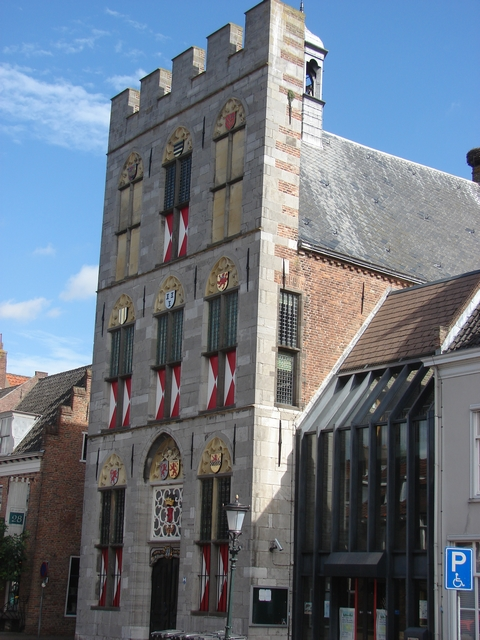
Ayuntamiento
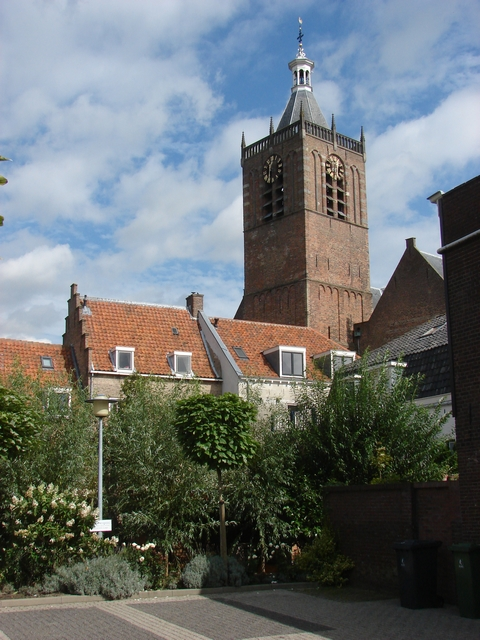
Grote Kerk, la Gran iglesia
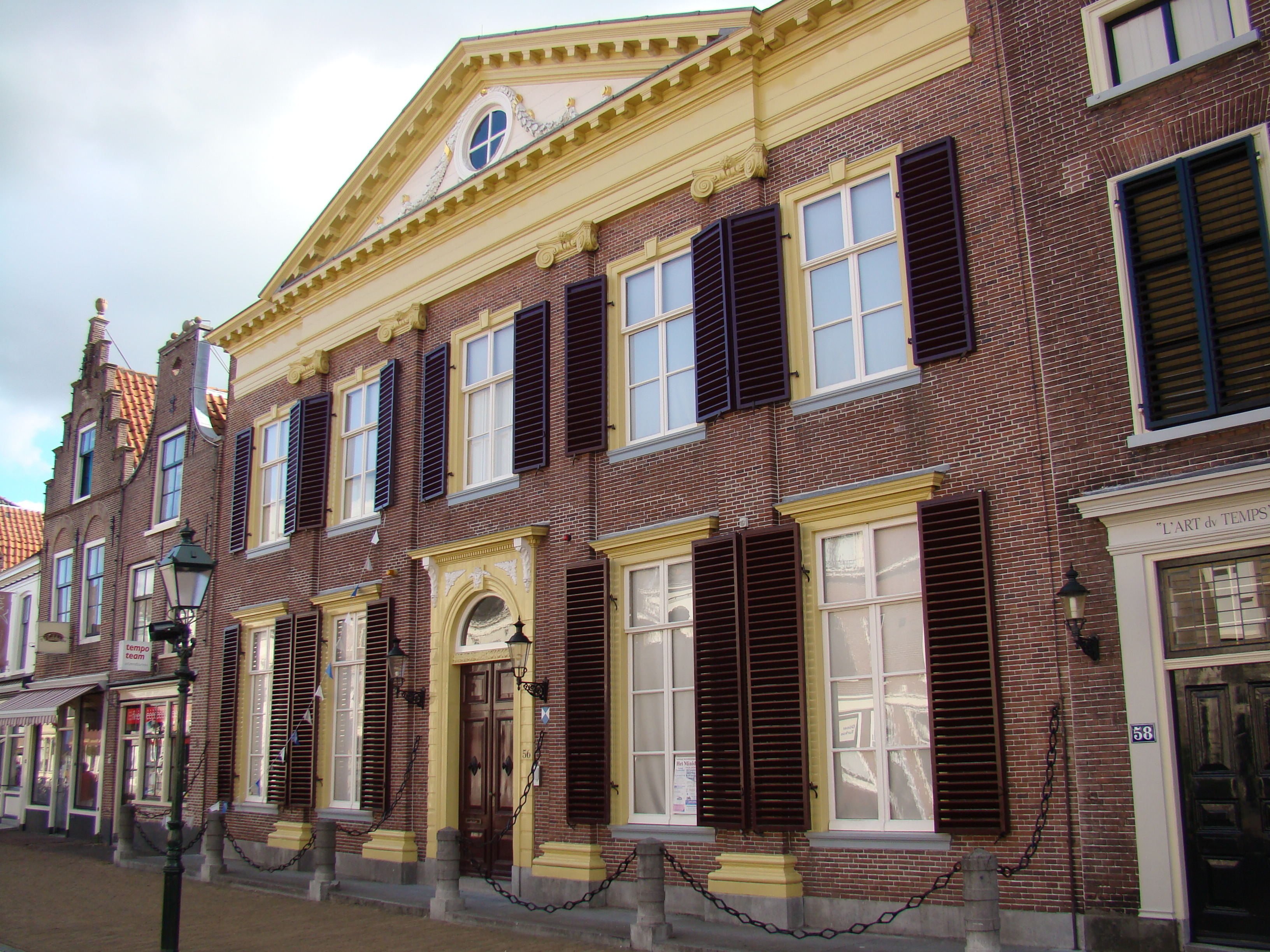
Edificio de viviendas con fachada clasicista